# Христов, Петко
Пе́тко Йорданов Хри́стов (болг. Петко Йорданов Христов; 19 октября 1950, Велчево, община Велико-Тырново, Великотырновская область, Болгария — 14 сентября 2020) — болгарский религиозный деятель, католический епископ.

## Биография
Окончил техническую школу в Велико-Тырново по специальности «Строительство и архитектура». В период 1977—1985 годов он учился на священника.
15 декабря 1985 года рукоположен в священники Ордена Братьев Меньших Конвентуальных.
18 октября 1994 года назначен епископом Никопола. 6 января 1995 года в присутствии кардиналов и епископов, он был рукоположен во епископа католической епархии Никопола Папой Римским Иоанном Павлом II на церемонии, состоявшейся в соборе Святого Петра в Риме.
В 1992—1993 годах был одним из основателей Каритас в Белене
С 1997 года был членом Совета Каритас в Русе.
1 декабря 2001 года в Софии на XVIII Национальной конференции Каритас Болгарии избран её президентом.

## Награды
- Большой крест ордена pro Merito Melitensi (Мальтийский орден, 2011 год)[2]/